# جنيفر توماس
جنيفر توماس (بالإنجليزية: Jennifer Thomas)‏ هي مديرة (مصارعة محترفة) أمريكية، ولدت في 15 أكتوبر 1973 في دالاس في الولايات المتحدة.

## روابط خارجية
- جينيفر توماس على موقع CageMatch worker (الإنجليزية)